# Banyumekar
Banyumekar is een bestuurslaag in het regentschap Pandeglang van de provincie Banten, Indonesië. Banyumekar telt 1729 inwoners (volkstelling 2010).